# فریستویل (مریلند)
فریستویل (به انگلیسی: Forestville) شهری در ایالت مریلند کشور ایالات متحده آمریکا است که جمعیت آن در سرشماری سال ۲۰۱۰ میلادی، ۱۲٬۳۵۳ نفر بوده‌است.